# Ensoji Il Cerchio

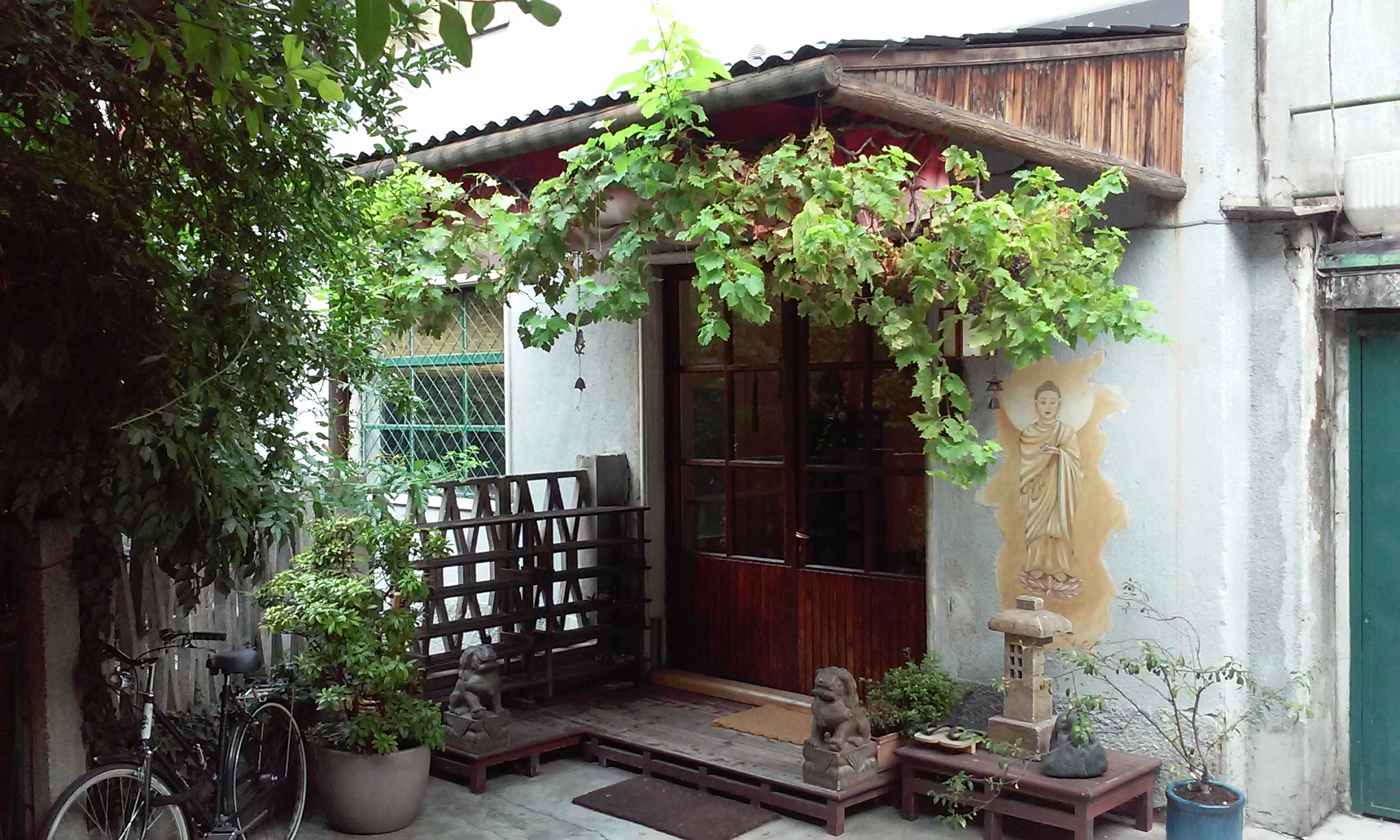
Entrada del monasterio Enso-ji, Milano

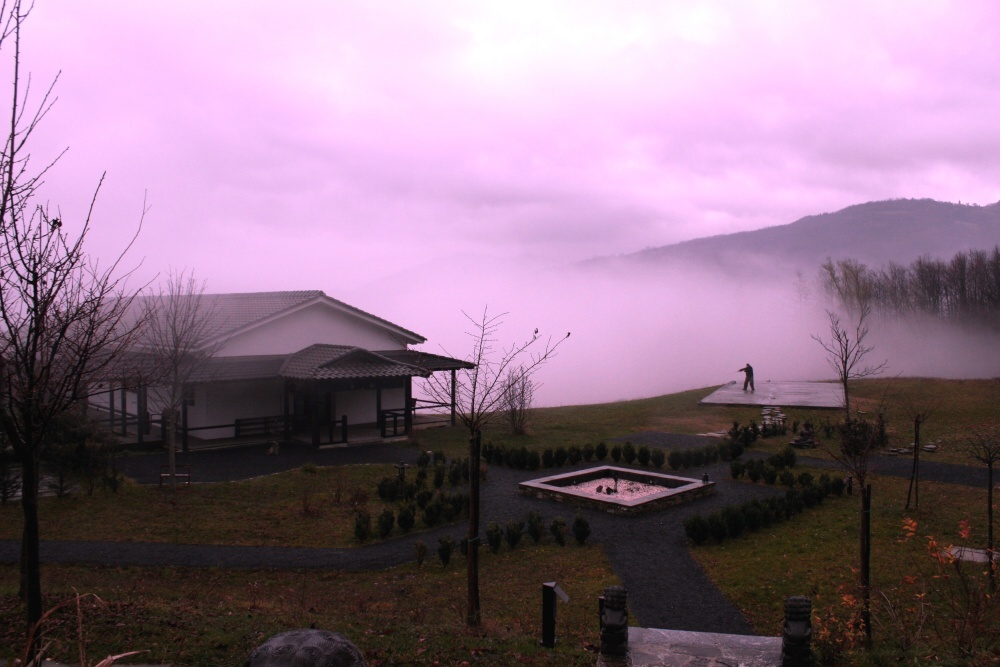
El Zendo de Sanboji, Berceto, Parma

El Monasterio Zen Enso-ji Il Cerchio (japonés: 円相寺, Ensō-ji; lit. "Templo il Cerchio") es una comunidad budista y una asociación cultural italiana.
La comunidad, reconocida como asociación sin ánimo de lucro, es aferente al Budismo Zen de Linaje Sōtō (Sōtōshū). Fundada por el Maestro (老師 rōshi) Zen italiano Carlo Zendo Tetsugen Serra (1953-), discípulo, entre el final de los ochenta y principios de los noventa del siglo XX, del Maestro Zen Ban Tetsugyu Soin (伴鐵牛, 1910-1996), y reconocido como enseñante dentro de su linaje por su sucesor, el actual Abad del Templo Tosho-ji (東照寺) de Tokio, Tetsujyo Deguchi (出口鐵城, 1951),
El Monasterio Zen "Il Cerchio Enso-ji" es miembro de la Unión Budista Italiana,  y de la Unión Budista Europea.
Esta comunidad budista es la expresión de la Sangha del Bosque de Bambú siguiendo así la tradición Soto Zen, pero según las enseñanzas del Maestro reformador japonés Harada Daiun Sogaku (原田祖岳, 1871-1961).
La Escuela de Daiun Sogaku se diferencia del método de enseñanza Sōtō actual, linaje Zen fundado en el siglo XIII por el Monje de la Escuela Tendai, Dōgen (道元, 1200-1253), y que se basa exclusivamente en la práctica de la "meditación sentada", zazen (坐禅), realizada según el peculiar método denominado shikantaza (只管打坐, "sólo sentarse"). La particularidad de la Escuela de Daiun Sogaku consiste, por consiguiente, en el aproximar a la práctica constante de zazen un frecuente e intenso trabajo con los kōan, aquellas cuestiones o afirmaciones paradójicas, que tienen como objetivo el hacer abandonar al discípulo una aproximación a la pràctica estrictamente racional, facilitándole así la Iluminación (悟 satori ), característica aún hoy en día de las Escuelas Zen Rinzai y Obaku.
Las enseñanzas de Harada han encontrado seguidores en Occidente, particularmente en los Estados Unidos de América donde, bajo la guía de su discípulo Hakuun Yasutani (安谷 白雲, 1885–1973), fundador en 1954 de la Escuela Sanbo Kyodan (三宝教団)[7], y de su sucesor Philip Kapleau (1912-2004)[8], así como del maestro Maezumi Taizan Hakuyū (前角大山博雄, 1931-1995), que ha orientado a algunos pioneros del Budismo Zen occidental, tales como Charlotte Yoko Beck (1917-2011) y Bernard Tetsugen Glassman (1939-), conservando una guía legítima en Japón, precisamente con el maestro zen Ban Tetsugyu Soin.
La sangha del Cerchio toma principalmente sede en dos emplazamientos: en el Monasterio "Enso-ji – il Cerchio", fundado en Milán(Italia) en 1988, y en el Monasterio "Sanbo-ji – Tempio dei Tre Gioielli," (三寶寺) fundado en la Localidad de Pradaiolo, en las cercanías de Berceto, en la provincia de Parma (Italia), en 1996.
En Enso-ji es instruida la práctica de la meditación sentada (zazen), siendo impartidas las enseñanzas zen por el monje docente Carlo Zendo Tetsugen Serra, y también se siguen actividades de las Artes Orientales, consideradas como una puesta en acción de la toma de conciencia zen. La más seguida de ellas es la práctica de los tratamientos shiatsu (指圧) considerada como una auténtica modalidad para praticar Zen al mismo nivel que la meditación zazen.
En Sanbo-ji se conducen retiros de meditación y prácticas orientales, como el shiatsu, que ayudan a los discípulos en su práctica. Es una característica del Monasterio Sanbo-ji la de la presencia permanente de monjes zen residentes.
Es también una característica de este monasterio zen occidental el lanzar cursos fundamentados en el encuentro entre la psicología cognitiva occidental (en la práctica de la mindfulness) y las enseñanzas zen; cursos denominados Mindfulzen, e inaugurados con la publicación del ensayo Zen 2.0, la via della felicità. Las enseñanzas de la Mindfulzen intentan transmitir la tradición de la disciplina de vida zen de manera no religiosa y privada de las formas de la tradición budista.